# سيندي لين براون
سيندي لين براون (بالإنجليزية: Cindy Lynn Brown)‏ هي كاتِبة وشاعرة أمريكية، ولدت في 1973 في آرهوس في الدنمارك.